# Station Skien
Station Skien is een station in Skien in Telemark in Noorwegen. Het stationsgebouw is uit 1917. Het verving een ouder station in Skien dat bij het water lag. Skien is het eindpunt van Vestfoldbanen. Bratbergbanen loopt door naar Nordagutu en geeft daar aansluiting op  Sørlandsbanen naar Oslo en het zuiden.